# Taiga Hada
Taiga Hada (* 12. September 1998) ist ein japanischer Motorradrennfahrer.

## Statistik

### In der Motorrad-Weltmeisterschaft
(Stand: Saisonende 2023)
| Saison | Klasse | Team                         | Motorrad | Rennen | Rennen | Siege | Zweiter | Dritter | Poles | Schn. Runden | Punkte | Ergebnis |
| ------ | ------ | ---------------------------- | -------- | ------ | ------ | ----- | ------- | ------- | ----- | ------------ | ------ | -------- |
| 2021   | Moto2  | NTS RW Racing GP             | NTS      | 1      | 2      | –     | –       | –       | –     | –            | 0      | 39.      |
| 2021   | Moto2  | Pertamina Mandalika SAG Team | Kalex    | 1      | 2      | –     | –       | –       | –     | –            | 0      | 39.      |
| 2022   | Moto2  | Pertamina Mandalika SAG Team | Kalex    | 8      | 8      | –     | –       | –       | –     | –            | 3.5    | 31.      |
| 2023   | Moto2  | Pertamina Mandalika SAG Team | Kalex    | 13     | 13     | –     | –       | –       | –     | –            | 4.5    | 26.      |
| Gesamt | Gesamt | Gesamt                       | Gesamt   | 23     | 23     | 0     | 0       | 0       | 0     | 0            | 8      |          |

### In der FIM-CEV-Moto2-Europameisterschaft
(Stand: 9. Mai 2021)
| Saison | Team              | Motorrad | Rennen | Siege | Zweiter | Dritter | Poles | Schn. Runden | Punkte | Ergebnis |
| ------ | ----------------- | -------- | ------ | ----- | ------- | ------- | ----- | ------------ | ------ | -------- |
| 2019   | Baiko Racing Team | Kalex    | 1      | –     | –       | –       | –     | –            | 4      | 31.      |
| 2020   | AGR Team          | Kalex    | 11     | –     | –       | –       | –     | –            | 104    | 4.       |
| 2021   | AGR Team          | Kalex    | 7      | –     | –       | 1       | –     | –            | 68     | 8.       |
| Gesamt | Gesamt            | Gesamt   | 19     | 0     | 0       | 1       | 0     | 0            | 176    |          |